# Пуговкін Геннадій Микитович
Геннадій Микитович Пуговкін (4 березня 1906, село Барма (Бармінка) Єпіфанського повіту Тульської губернії, тепер Тульської області Російська Федерація — 27 лютого 1966, місто Москва) — радянський партійний діяч, 1-й секретар Новосибірського обласного комітету ВКП(б). Депутат Верховної Ради СРСР 1-го скликання (1941—1946). Кандидат історичних наук, доцент.

## Біографія
Народився в родині деревообробника. З травня 1913 по січень 1918 року — підручний робітник цвяхової фабрики в місті Москва. З січня 1918 по січень 1920 року — селянин у господарстві батька в селі Бармінка. З січня 1920 по жовтень 1921 року — чорнороб млини волосного виконкому в селі Голіцино (Шило-Голіцино) Сердобського повіту Саратовської губернії.
У жовтні 1921 — січні 1925 року — опалювач Московського губернського суду. У 1922 році вступив до комсомолу.
У 1925 році закінчив Московські обласні юридичні курси.
У січні 1925 — лютому 1926 року — практикант-слідчий Московського губернського суду.
Член РКП(б) з жовтня 1925 року.
З лютого 1926 по листопад 1928 року — 1-й заступник нотаріуса 4-ї Московської нотаріальної контори. З листопада 1928 по лютий 1930 року — 1-й заступник нотаріуса Московської губернської нотаріальної контори.
У лютому 1930 — липні 1931 року — заступник директора Московського технологічного університету, начальник адміністративно-фінансового управління Волго-Окського лісопромислового тресту «Волга-Ока-ліс» в Москві.
У 1931 році закінчив вечірній Комуністичний університет імені Свердлова в Москві.
З липня 1931 по грудень 1932 року — завідувач відділу культурно-просвітницької роботи, з грудня 1932 по серпень 1933 року — т. в. о. секретаря Озерського районного комітету ВКП(б) Московської області.
З серпня 1933 по вересень 1935 року — завідувач відділу кадрів Московського обласного відділу народної освіти.
У вересні 1935 — березні 1938 року — слухач Інституту червоної професури в Москві, закінчив три курси.
У березні 1938 — квітні 1939 року — відповідальний організатор відділу керівних партійних органів ЦК ВКП(б).
У квітні — грудні 1939 року — завідувач відділу кадрів партійних органів Управління кадрів ЦК ВКП(б) — заступник начальника Управління кадрів ЦК ВКП(б).
27 грудня 1939 — 21 червня 1941 року — 1-й секретар Новосибірського обласного комітету ВКП(б).
У серпні 1941 — квітні 1948 року — заступник народного комісара (міністра) юстиції СРСР. Одночасно з 1946 по 1947 рік — начальник Головного управління військових трибуналів транспорту Міністерства юстиції СРСР.
У 1947 році закінчив чотири курси Всесоюзного юридичного заочного інституту.
З травня 1948 по серпень 1949 року — начальник курсів перепідготовки політичного складу при Військово-політичній академії імені Леніна.
У серпні — грудні 1949 року — слухач Вищих академічних курсів при Військово-юридичній академії. З грудня 1949 по жовтень 1951 — дисертант Академії суспільних наук при ЦК ВКП(б).
З жовтня 1951 по січень 1952 року — старший викладач кафедри марксизму-ленінізму, з січня 1952 по вересень 1953 року — начальник вечірнього відділення, з вересня 1953 по травень 1956 року — начальник Військово-юридичної академії, з травня 1956 року — начальник військово-юридичного факультету Військово-політичної академії імені Леніна.
З вересня 1960 року — у відставці в місті Москва.

## Звання
- генерал-майор юстиції (28.07.1944)

## Нагороди
- орден Леніна
- ордени
- медалі